# King Solomon's Mines (film 1937)
King Solomon's Mines è un film del 1937 diretto da Robert Stevenson, primo lungometraggio tratto dal romanzo omonimo di H. Rider Haggard Le miniere di re Salomone del 1885.

## Trama
Nel 1882, in Africa, l'irlandese Patrick "Patsy" O'Brien ha fallito nel suo intento di diventare ricco con le miniere sudafricane. Insieme alla figlia Kathy, chiede un passaggio al riluttante Allan Quartermain che, alla fine, accetta di portarli sulla costa. Durante il viaggio, incrociano un'altra piccola spedizione, composta da Umbopa e da Silvestra. I due uomini sono entrambi in cattive condizioni e Silvestra muore, non senza aver prima rivelato a Quartermain di aver individuato le leggendarie miniere di re Salomone. Patsy, che ha trovato la mappa del morto, si eclissa nella notte senza la figlia, per non metterne in pericolo la vita. Kathy cerca di convincere Quartermain a seguirlo, ma il cacciatore ha un appuntamento con un paio di clienti che deve portare a fare una battuta, sir Henry Curtis e Godd, un comandante di marina in pensione.
Kathy ruba il carro di Quartermain e quando viene raggiunta, si rifiuta di tornare indietro. Il gruppo decide di accompagnarla insieme a Umbopa, seguendo le indicazioni della mappa che mostra una via che attraversa il deserto e porta alle montagne. Durante il viaggio, arduo e difficoltoso, Curtis e Kathy si innamorano. Catturati da indigeni ostili, vengono portati davanti a Twala, il capo tribù, per essere interrogati. Twala li conduce all'entrata della miniera che è custodita dal temuto stregone Gagool.
Quella notte, Umbopa rivela di essere il figlio del vecchio capo tribù, ucciso a tradimento dall'usurpatore Twala. L'uomo si incontra con un gruppo dissidenti, stanchi delle crudeltà di Twala. Il loro piano è quello di agire il giorno seguente, durante una cerimonia. Umbopa, però, dovrà chiedere l'aiuto di Quartermain per contrastare il potere magico di Gagool che ottenebra le menti dei nativi.
Durante il rito, Gagool sceglie alcuni uomini che vengono sacrificati. Ricordandosi di una scommessa fatta l'anno prima, il comandante Good ripesca nel suo diario un'annotazione che annuncia un'eclissi solare totale proprio per quel giorno alle undici e un quarto precise. Come Gagool sta avvicinandosi a Umbopa, Quartermain annuncia l'evento: la sparizione del sole sconvolge tutta la tribù e, nel momento del buio più totale, Umbopa rivela a tutti la sua vera identità. Scoppia la rivolta e le forze tra coloro che appoggiano Twala e i partigiani di Umbopa si scontrano. Twala finisce ucciso da Curtis, ponendo fine alla guerra civile.
Mentre gli uomini combattono, Kathy scivola via verso la miniera per cercare suo padre. Lo trova all'interno, con la gamba rotta ma che serra in mano un sacchetto pieno di diamanti. Quartermain, Curtis e Good, che hanno seguito le tracce della ragazza, vengono chiusi dentro la miniera da una frana provocata dal vendicativo Gagool. Saranno salvati da Umbopa che, messa fine alla vita del malvagio stregone ucciso da una caduta di sassi, riuscirà a liberarli. Il nuovo capo tribù li fornirà poi di una scorta che dovrà aiutarli ad attraversare il deserto, lasciando quei posti lontani e selvaggi.

## Produzione
Il film fu prodotto dalla Gaumont British Picture Corporation.

## Distribuzione
Distribuito dalla General Film Distributors (GFD), uscì nelle sale cinematografiche britanniche dopo essere stato presentato a Londra il 17 giugno 1937.